# Michal Franek
Michal Franek (* 18. Januar 1967 in Gbeľany) ist ein ehemaliger tschechoslowakischer Boxer im Halbmittel- und Mittelgewicht. Er war unter anderem Teilnehmer der Olympischen Spiele 1988 (Platz 9) und 1992 (Platz 17).  
Sein älterer Bruder Ján Franek war ebenfalls Boxer und Gewinner einer Bronzemedaille bei den Olympischen Spielen 1980.

## Karriere
Franek begann im Alter von 12 Jahren beim ZTS Martin mit dem Boxsport und wechselte mit 14 Jahren an das Sportzentrum in Dubnica. Ab 1983 boxte er in der Oberliga und wurde mit 17 Jahren erstmals Meister der Tschechoslowakischen Republik, einen Titel, den er im Laufe seiner Karriere fünfmal erringen konnte. 1984 gewann er die Silbermedaille im Halbmittelgewicht bei der Junioren-Europameisterschaft in Tampere und gewann Gold beim Tammer-Turnier in Finnland, unterlag jedoch bei den Wettkämpfen der Freundschaft in Havanna im Viertelfinale gegen Michail Takow. 1985 gewann er das Friendship Tournament in der Mongolei und im Halbmittelgewicht auch die Junioren-Weltmeisterschaft in Bukarest.
Bei der Weltmeisterschaft 1986 in Reno (Nevada) unterlag er in der Vorrunde gegen Peter da Silva und bei der Europameisterschaft 1987 in Turin in der Vorrunde mit 2:3 gegen Esa Hukkanen. Bei den Olympischen Spielen 1988 in Seoul schied er im Achtelfinale gegen Roy Jones junior aus.
Bei der EM 1989 in Athen startete er im Mittelgewicht und verlor erst im Finalkampf gegen Henry Maske, zudem unterlag er im Viertelfinale der Weltmeisterschaft 1989 in Moskau gegen Sven Ottke. Gegen diesen verlor er auch im Finale der EM 1991 in Göteborg und wurde dadurch erneut Vize-Europameister.
Bei den Olympischen Spielen 1992 in Barcelona schied er dann in der Vorrunde gegen Lee Seung-bae aus.
Nach seiner Boxkarriere war er unter anderem Präsident der Union der Boxclubs der Slowakei (UBCS).